# Frans Lichtveld
Marinus Franciscus Maria (Frans) Lichtveld (Paramaribo, 21 mei 1907 – Leidschendam, 26 juni 1991) was een Surinaams bestuurder en politicus.
Hij werd geboren als zoon van Alphonsus Marinus Franciscus Lichtveld (1875-1939; bureau-ambtenaar) en Francis Jacoba Rosheuvel (1876-1943). Na het behalen van een mulo-diploma vertrok hij in 1923 naar Nederland. Hij deed het gymnasium en was daarna boekhouder maar had ook een viool-opleiding. Lichtveld keerde in 1932 terug naar Suriname en ging werken bij een voorganger van de OGEM. Vanaf 1936 was hij procuratiehouder van het Gemengd Bedrijf Vaartuigendienst Suriname. Daaruit kwam in 1948 de Scheepvaart Maatschappij Suriname voort. Lichtveld werd daarvan in 1956 onderdirecteur en van 1960 tot 1967 was hij daar directeur. Daarna was hij nog commissaris bij meerdere vennootschappen maar ook consul voor de Dominicaanse Republiek.
Lichtveld werd in maart 1969 in het zakenkabinet-May de minister van Mijnbouw, Bosbouw en Domeinen maar ook de minister van Bouwwerken, Verkeer en Waterstaat. In oktober 1969 waren er verkiezingen waarop een maand later het kabinet-Sedney aantrad.
Hij overleed in Nederland in 1991 op 84-jarige leeftijd.
Zijn oudere broer Lou Lichtveld (1903-1996) is ook minister geweest en was als schrijver bekend onder het pseudoniem 'Albert Helman'.
Zijn dochter, Frances ‘Fanny’ Diana Lichtveld, was van 1957 tot 1964 getrouwd met Cees Nooteboom. Lichtveld had geen toestemming verleend voor dit huwelijk.